# Louise Keilhau
Louise Keilhau, född 1860, död 1927, var en norsk kvinnorättsaktivist och pacifist. 
Hon var delegat vid Internationella Kvinnokongressen i Haag 1915, som hölls i Haag i april 1915, och var en av medgrundarna av  Internationella kvinnoförbundet för fred och frihet.